# Geschäftsguthaben
Als Geschäftsguthaben werden im Gesellschaftsrecht die tatsächlich vorhandenen Einlagen der Mitglieder von Genossenschaften bezeichnet.

## Allgemeines
Die Genossenschaft ist eine Rechtsform mit nicht geschlossener Mitgliederzahl, „deren Zweck darauf gerichtet ist, den Erwerb oder die Wirtschaft ihrer Mitglieder oder deren soziale oder kulturelle Belange durch gemeinschaftlichen Geschäftsbetrieb zu fördern“ (§ 1 Abs. 1 GenG). Rechtlich wird sie wie eine Kapitalgesellschaft behandelt, denn für die Verbindlichkeiten der Genossenschaft haftet gemäß § 2 Abs. 1 GenG den Gläubigern nur das Vermögen der Genossenschaft. Dieses entsteht durch das Eigenkapital der Genossenschaft, das durch Bareinzahlung, Sacheinlagen oder durch Zuschreibung aus Gewinnanteilen abzüglich der Abschreibungen aus Verlusten der Mitglieder gebildet werden kann.

## Eigenkapital
Das Geschäftsguthaben ist der Betrag, mit dem das Mitglied in einem bestimmten Zeitpunkt tatsächlich an der Genossenschaft beteiligt ist. Der tatsächlich eingezahlte Betrag eines Mitglieds zuzüglich der darauf entfallenden Gewinne und abzüglich der Verluste wird als Geschäftsguthaben bezeichnet. Ihm werden die anteiligen Gewinne und Verluste solange zugeschrieben bzw. abgeschrieben, bis der Geschäftsanteil erreicht ist (§ 19 Abs. 2 GenG).
Zum Rechtsbegriff wird das Geschäftsguthaben durch § 337 Abs. 1 HGB, wonach an Stelle des gezeichneten Kapitals der Betrag der Geschäftsguthaben der Mitglieder auszuweisen ist. Zum Eigenkapital gehört nach § 337 Abs. 2 HGB auch die aus dem Jahresüberschuss zu bildende Ergebnisrücklage gemäß § 73 Abs. 3 GenG.
Eine besondere Betriebsform der Genossenschaft sind die Kreditgenossenschaften, die gemäß § 2b Abs. 1 KWG als Kreditinstitute gelten, wenn sie Bankgeschäfte betreiben. Für sie ist im Hinblick auf die Eigenmittel vorgesehen, dass die Geschäftsguthaben als Gewinnrücklagen auszuweisen sind (§ 25 Abs. 2 RechKredV).

## Abgrenzung
Unter einem Geschäftsanteil versteht das GenG den Betrag, bis zu welchem sich die einzelnen Mitglieder der Genossenschaft gemäß Satzung beteiligen können (§ 7 GenG). Das Geschäftsguthaben ist dagegen der Betrag, mit dem das Mitglied in einem bestimmten Zeitpunkt tatsächlich beteiligt ist. Formal gilt der Geschäftsanteil {\displaystyle GA} als Obergrenze, in welcher das Geschäftsguthaben {\displaystyle GG} enthalten ist, das sich durch Zuschreibung von Gewinnen {\displaystyle ZG} und Abschreibung von Verlusten {\displaystyle AV} ändert:
{\displaystyle GA=BE+ZG-AV}.
Der Geschäftsanteil beginnt mit der Bareinzahlung {\displaystyle BE}, die sich durch {\displaystyle ZG} und {\displaystyle AV} zum {\displaystyle GG} entwickelt.
Bei Beendigung der Mitgliedschaft wird das vorhandene Geschäftsguthaben an das ausscheidende Mitglied ausgezahlt, wodurch sich die Höhe des Eigenkapitals vermindert.